# Puebla de Argeme

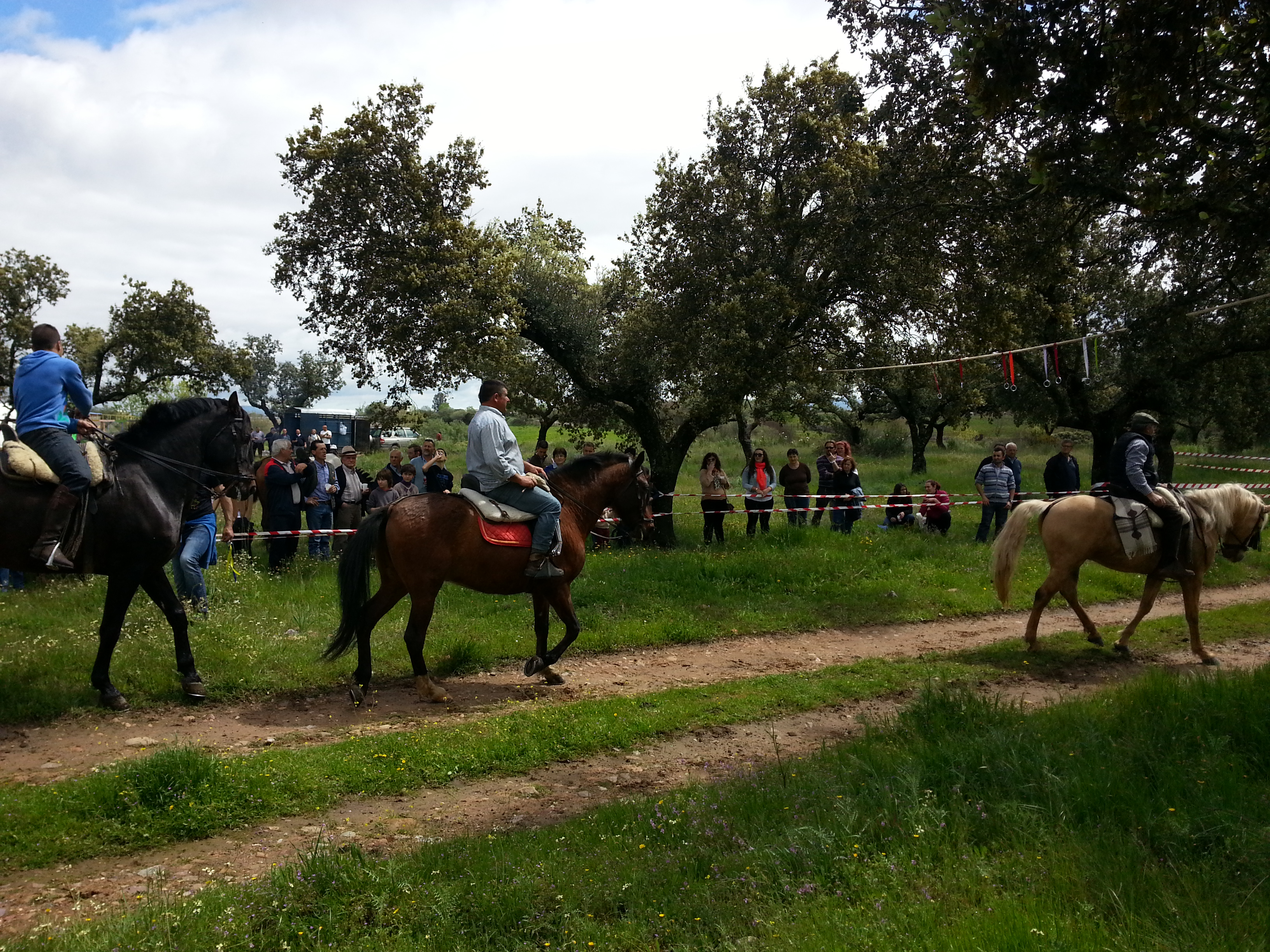
Fiesta del Colono.

Puebla de Argeme es un núcleo separado de población, integrado y perteneciente administrativamente al municipio de Coria, en el Valle del Alagón dentro de  la provincia de Cáceres, Comunidad Autónoma de Extremadura (España). Fue construido en la década de 1960 como poblado de colonización dentro del Plan de Regadío del Instituto Nacional de Colonización (IRYDA) de las vegas del río Alagón. 
Sus primeros pobladores llegaron en diciembre del 1969.
En sus inicios, fue una población inmigrante principalmente agropecuaria procedente de Montehermoso mayoritariamente, y de otros lugares como Pasarón de la Vera, Tejeda del Tiétar, Piornal, Portezuelo, Galisteo, Vegaviana, Portaje, Torrejoncillo, Guijo de Galisteo, Morcillo, Moraleja, Acehúche, Casillas de Coria,Zarza la Mayor etc., dedicándose principalmente al cultivo de algodón, maíz, pimiento (bola) y tomate. A los primeros adjudicatarios (colonos) se les facilitaba una parcela de regadío de aproximadamente 8 ha y una vaca, y una parcela urbana de hasta 673 m² con una vivienda de 90 m², con un patio (corral) en el que se emplazaban una cuadra, un granero, un pajar y un porche destinado a guardar maquinaria. Los secaderos de tabaco se construyeron unos años después con la llegada de este cultivo, ya que al principio no se sembraba este producto.

## Demografía
El siguiente gráfico expone la evolución de la población de Puebla de Argeme desde 2000 a 2014:
Fuente: INE
ROSA MAGNA

## Economía
El sistema económico predominante es el de economía de mercado, formado principalmente por pequeños y medianos agricultores y ganaderos, obreros agrícolas, de la construcción y de los servicios; amén de algunos autónomos, funcionarios y profesionales.
En la actualidad el principal recurso de la población agropecuaria es la explotación ganadera, quedando aún algunos productores que se dedican principalmente al cultivo y secado de pimiento con madera de encina, al cultivo de maíz y, cada vez menos, al cultivo de tabaco rubio y/o negro.

## Ocio y tiempo libre
Las fiestas de Puebla de Argeme se celebran el segundo fin de semana del mes de mayo y coinciden con la romería de Coria en honor de la Virgen de Argeme (su patrona); la lidia de toros al estilo tradicional por las calles y un particular formato de fiesta en el que sus peñas con sus casetas dan una calurosa acogida a los visitantes, siendo sus vecinos gentes amables y amigables.
Sus carnavales a pesar de sus poco más de 700 habitantes son de los más importantes de la zona.
La fiesta del Colono (romería local) se celebra el primer sábado de abril.
En verano, tras los San Juanes de Coria, se celebra en las instalaciones municipales el torneo 24 h de fútbol sala.

## Equipamientos municipales

### Zonas verdes
1. Gran parque situado en la entrada al pueblo con diverso mobiliario urbano para todos y parque infantil.
2. Parque infantil ubicado en la Plaza del Bosque.
3. Parque infantil y Área de juego en calle Castaño.
4. El pueblo está rodeado por una dehesa al sur y al este y por un frondoso eucaliptal por el norte y oeste.

### Infraestructura y servicios urbanos
1. Varios aseos públicos, en el parque de arriba, Plaza del Bosque y Teleclub, abiertos las 24h..
2. Transformador de media a baja tensión.
3. Cementerio.
4. Depósito regulador y depósito elevado de agua potable.
5. No dispone de  (EDAR).

### Educativo
1. Colegio público "La Acequia".

### Cultural y deportivo
1. Pabellón polideportivo.
2. Gimnasio Municipal
3. Campo de fútbol.
4. Pista de Padel
5. Pistas polideportivas.
6. Piscina municipal.
7. Casa de Cultura y agencia de lectura
8. Centro Social
9. Parroquia.

### Administrativo e institucional
Todas las instalaciones relativas a este apartado, tales como G.Civil, bomberos, Seguridad Social etc. Están centralizadas en Coria, Puebla es una de sus Pedanías.Coria.

### Sanitario y asistencial
El pueblo dispone de un consultorio médico público y una farmacia privada en la plaza del Bosque, estando el hospital en Coria a 5 minutos.